# Jaime Castro Núñez
Jaime Castro Núñez (Indiana, 1975) es un ensayista, historiador, odontólogo y escritor colombiano.

## Biografía
Nacido en Estados Unidos. Estudió Odontología en la Universidad de Antioquia, Medellín, Colombia; Inglés y Literatura en Antioch University, Los Ángeles, Estados Unidos. Es colaborador de múltiples revistas y periódicos en español e inglés, tales como El Meridiano de Córdoba, revista Debates, La Prensa Colombiana en Estados Unidos, www.notifight.com y www.eastsideboxing.com.

## Obras publicadas
- Historia de la odontología en Córdoba. Ediciones Universidad del Sinú, 2001.
- Historia extensa de Montería. Fundación Cultural Rafael Yances Pinedo, 2002.[2]
- Historia de la medicina en Córdoba. Fundación Cultural Rafael Yances Pinedo, 2003.
- Tras las huellas del general Jorge Ramírez Arjona. Biografía de Jorge Alberto Ramírez Arjona, general de la Guerra de los Mil Días. Fundación Cultural Rafael Yances Pinedo, 2006.
- La canción de Robinson. -Biografía del fallecido boxeador colombiano Robinson Pitalúa. Editorial Nomos, 2008.